# Lac de Pouey Laün
Le lac de Pouey Laün est un lac pyrénéen français situé administrativement dans la commune d'Arrens-Marsous dans le département des Hautes-Pyrénées, dans le Lavedan en Occitanie.
Le lac a une superficie de 5,8 ha pour une altitude de 2 346 m, il atteint une profondeur de 26 m.

## Toponymie
En occitan, pouey signifie « piton, monticule », donc le lac du monticule de Laün.

## Géographie
Le lac de Pouey Laün est un lac naturel situé dans l'enceinte du parc national des Pyrénées, dans la vallée d'Arrens en val d'Azun.

### Topographie
|                             | Pic de Hautafulhe (2 647 m)                           |                      |
| Pic Estibère (2 738 m)      | lac de Pouey Laün                                     |                      |
| Pic des Tourettes (2 771 m) | Col d'Hospitalet (2 548 m) Lac de Migouélou (2 278 m) | Pic Arrouy (2 708 m) |

### Hydrographie
Le lac a pour émissaire le ruisseau de la Lie.

## Protection environnementale
Le lac est situé dans le parc national des Pyrénées et fait partie d'une zone naturelle protégée, classée ZNIEFF de type 1 : Versant est du Gabizos

## Voies d'accès
Le lac de Pouey Laün est accessible par le versant nord-est par le sentier au départ du lac du Tech ou par le versant sud en passant par le col d'Hospitalet en provenance du  barrage de Migouélou.